# Lankesterella caespitosa
Lankesterella caespitosa là một loài thực vật có hoa trong họ Lan. Loài này được (Lindl.) Hoehne mô tả khoa học đầu tiên năm 1944.

## Hình ảnh

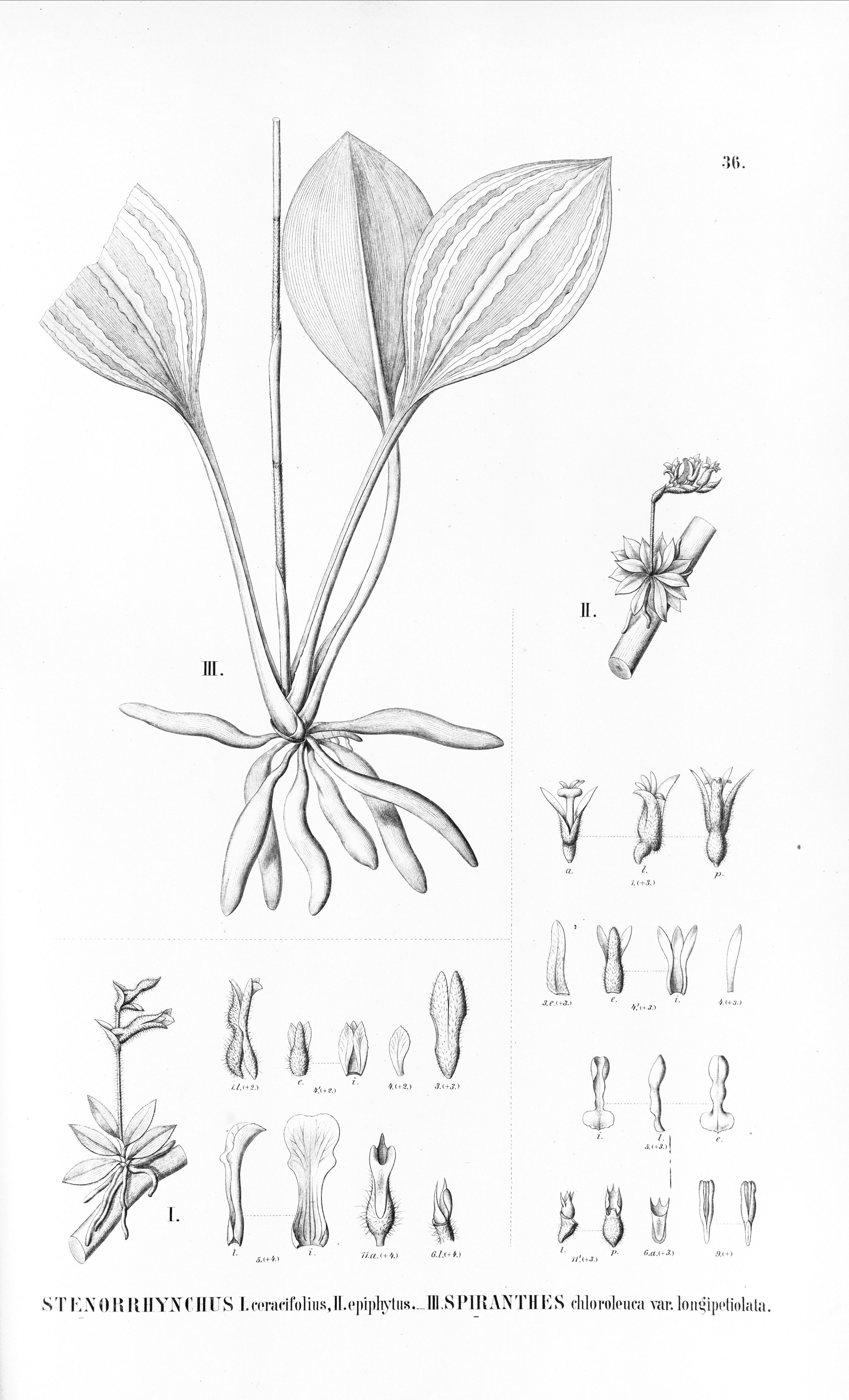